# Национално знаме на Ирак
Националното знаме на Ирак е един от официалните символи на Република Ирак. От създаването на кралство Ирак през 1921 г. националното знаме е променяно неколкократно. Сегашното е утвърдено през 2008 г. Съставено е от три еднакви по размер хоризонтални полета в червено, бяло и черно. Върху бялото поле има надпис на арабски – популярният в Арабския свят израз Аллах Акбар. Цветовете са панарабски.

## Знаме през годините
- 1921 – 1959
- 1958
- 1959 – 1963
- 1963 – 1991
- 1991 – 2004
- 2004 – 2008
- Предложение за знаме от 2004
- Предложение за знаме от 2008.
- Предложение за знаме от 2008